# Liste der Monuments historiques in Euvy
Die Liste der Monuments historiques in Euvy führt die Monuments historiques in der französischen Gemeinde Euvy auf.

## Liste der Immobilien
| Bezeichnung         | Beschreibung            | Standort         | Kennzeichnung | Schutzstatus | Datum | Bild           |
| ------------------- | ----------------------- | ---------------- | ------------- | ------------ | ----- | -------------- |
| Kirche St-Sébastien | aus dem 12. Jahrhundert | Rue Basse (Lage) | PA00078707    | Classé       | 1915  | weitere Bilder |